# 海盗湾审判
海盗湾审判（瑞典語：Pirate Bay-målet）是发生于瑞典的一起对四名个人进行的刑事和民事联合诉讼。他们被控通过Torrent网站海盗湾侵犯他人版权。该诉讼得到了國際唱片業協會（IFPI）领导的知识产权持有者联盟的支持，该联盟向海盗湾的所有者提出了个人民事赔偿要求。
2008年1月31日，瑞典检察官对该网站的运营者彼得·桑迪、弗雷德里克·内杰、哥特弗里德·斯瓦托姆以及瑞典商人卡尔·伦德斯特伦（瑞典語：Carl Lundström）提出指控。检察官声称卡尔·伦德斯特伦向为海盗湾提供托管服务，三名运营者共同开发及管理海盗湾，为其他人违反版权法提供了便利。最初列出的侵犯版权指控有34起，其中21起与音乐文件有关，9起与电影有关，4起与游戏有关。其中，一个音乐文件相关的指控后来被版权所有者撤销。该版权持有者在海盗湾的网站上发布了该文件。此外，该诉讼共提出1.17亿瑞典克朗的赔偿要求。此案由一名专业法官和三名指定的非专业法官共同裁决。
审判于2009年2月16日在瑞典斯德哥尔摩地方法院开始。听证会于2009年3月3日结束，判决于2009年4月17日星期五宣布：彼得·桑迪、弗雷德里克·内杰、哥特弗里德·斯瓦托姆、卡尔·伦德斯特伦均被判有罪，并被判处一年徒刑并支付3000万瑞典克朗。四名被告均对判决提出上诉，2010年11月，上诉法院的判决中缩短了刑期，但增加了赔偿金。
2012年2月1日，瑞典最高法院拒绝审理此案的上诉，导致该网站将其官方域名从thepiratebay.org更改为thepiratebay.se。